# Teus Planos
Teus Planos é o álbum de estreia do cantor brasileiro Rafael Araújo, lançado em agosto de 2010 pela gravadora Graça Music.[carece de fontes?] O disco foi produzido por Emerson Pinheiro e é predominantemente autoral, com influências do pop rock.
A cantora Heloisa Rosa participa na música "Jesus", enquanto "O Cordeiro", escolhida como música de trabalho, recebeu versão em videoclipe em 2011. A canção também foi regravada por Chris Durán em 2016, no álbum Eloim.

## Faixas
1. "Deu Certo"
2. "Por Toda a Vida"
3. "O Cordeiro"
4. "Eis-Me Aqui"
5. "Em Mim"
6. "Filho Pródigo"
7. "Dupla Honra"
8. "Jesus"
9. "Vou Viver"
10. "Santo, Santo"
11. "Teus Planos"
12. "Geração"